# ヨハネス・シュタインホフ
ヨハネス・シュタインホフ（Johannes Steinhoff、1913年9月15日-1994年2月21日）は、ドイツの軍人。第二次世界大戦では敵機178機を撃墜し、ドイツ空軍のエース・パイロットの1人に数えられた。戦後はブランク機関の一員として再軍備に携わり、ドイツ連邦軍が設置されると再建された空軍の士官となった。
優れたリーダーとして、アメリカ・イギリスでも評価されている。1971年‐1974年、北大西洋条約機構（NATO）軍事委員会委員長を務めた。

## 経歴

### 第二次世界大戦
ボッテンドルフ（現テューリンゲン州）に、製粉業者の息子として生まれる。ロースレーベンの学校を卒業後、イェーナ大学で言語・哲学を学び教師を志すが、経済的理由から中退。21歳でドイツ帝国海軍に入り操縦士としての訓練を受ける。1936年に新設のドイツ空軍に移籍し、第26戦闘航空団に配属される。バトル・オブ・ブリテンで中隊長となり、それ以降戦線の拡大とともにロシア戦線でⅡ/JG52飛行司令官として戦った。
1945年1月、ヘルマン・ゲーリングに戦闘機隊総監の職を追われたアドルフ・ガーランドのために、シュタインホフやギュンター・リュッツオウ大佐ら飛行団長はゲーリングを弾劾した。それによって認められた1945年3月ガーランドの精鋭部隊第44戦闘団に参加した。第44戦闘団（JV-44）はメッサーシュミット Me262を集中配備された。Me262に搭乗したシュタインホフは「ついに我々は、それまで殆ど太刀打ちできなかった爆撃機の編隊とただ戦うだけでなく、その粉砕さえ可能な手段を手に入れたのだ！」（当時、対爆撃機に非常に高い効果を発揮するR4Mロケット弾が登場し、速度に優れるMe262に搭載された）と感じた。
しかし、時既に遅くまもなくドイツは降伏。出撃900回、うち空戦200回以上、撃墜178機。一方で被撃墜も10回以上ある。終戦直前の1945年4月18日、Me262での離陸時に乗機のエンジン不調及び主脚タイヤのパンクが原因で事故を起こして全身大火傷の重傷を負い、病院に搬送されてそのまま終戦を迎えた。顔に出来た火傷の痕は生涯残った。

### 戦後
1945年から1947年まで、断続的に病院で火傷の治療を受け続けた。退院後は陶工の修業を受け、1950年には広告会社に入社。しかし西ドイツが再軍備に備えてブランク機関（国防省の準備機関）を設置すると、退社してブランク機関の一員となった。欧州防衛共同体の交渉に相談役として参加。1954年からは空軍再建の責任者となった。
1955年11月、西ドイツの再軍備と共に大佐としてドイツ連邦軍に加入。1956年3月までアメリカで飛行訓練を受け、帰国後准将に昇進。国防省第6局計画部（のちの空軍参謀部）長となる。空軍参謀次長を務めたのち、ワシントンD.C.の北大西洋条約機構軍事委員会で西ドイツ代表委員となる。1962年、少将に昇進。1963年、アウリッヒの第4航空師団長。1965年、中将に昇進し中欧連合空軍参謀長及び副司令官。スターファイター疑獄のさなか、1966年に空軍総監に就任。制服組として国防省や政治家との調整に腐心した。1970年、NATO軍事委員会委員長に選出され、翌年就任。大将に昇進し、3年間同職を務めた。
1974年に退役しドルニエ社の監査役となる。1977年代表監査役に就任し、1983年まで務めた。ボン南郊ヴァッハトベルクで死去した。

## 表彰
- 1939年版戦傷章金章
- 1939年版鉄十字章
  - 二級鉄十字章
  - 一級鉄十字章
- 航空戦での特別の戦果を讃える名誉杯 - 1941年8月18日受章
- 900回ペナント付き黄金空軍前線飛行章
- パイロット兼観測員章
- 柏葉・剣付騎士鉄十字章
  - 騎士鉄十字章 - 第52戦闘航空団（JG52）第II飛行隊中隊長、中尉として1941年8月30日受章
  - 柏葉付 - JG52第II飛行隊飛行隊長、大尉として1942年9月2日に受章。115人目の受章者。
  - 剣付 - 第77戦闘航空団司令、中佐として1944年7月28日に受章。82人目の受章者。
- ドイツ連邦共和国功労勲章大功労十字星大綬章 - 1972年7月4日受章

### 外国栄典
- アメリカ合衆国 レジオン・オブ・メリット勲章 - 1970年受章
- フランス レジオンドヌール勲章コマンドゥール - 1972年3月受章

彼の名前はドイツ空軍第73戦闘航空団（Jagdgeschwader 73：JG73、1993年6月1日付けで第35戦闘爆撃航空団：Jagdbombergeschwader 35より組織改編され、任務も戦術攻撃から防空へ変更）が1997年以降継承した。またかつてドイツ国防軍第2空戦学校だったベルリン・ガトウの兵舎は、1994年10月に「シュタインホフ将軍兵舎」と改称された。

## 著作
- シシリー島空戦記
- 危機に立つNATO
- 最後の瞬間